# MTV Africa Music Awards

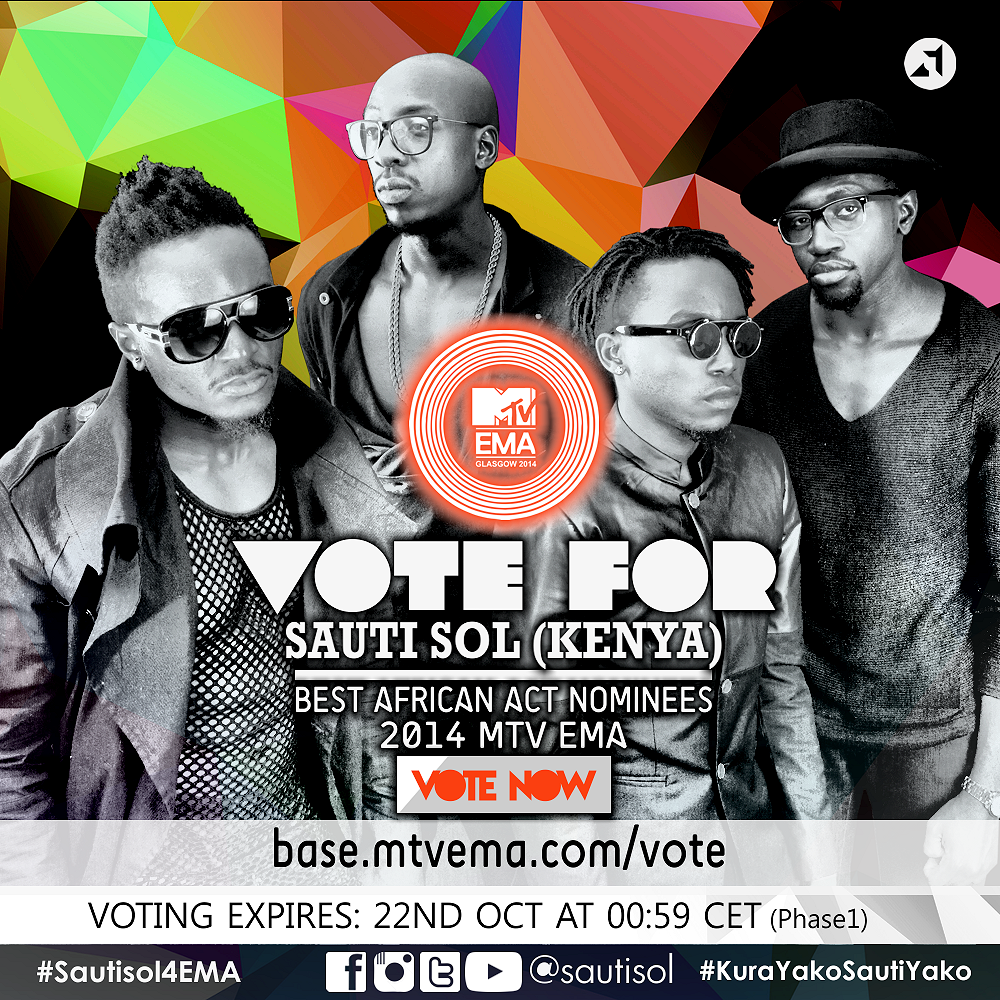
Les gagnants de la cérémonie en 2014.

Les MTV Africa Music Awards (aussi connus sous le nom de MAMA) sont nés en 2008 sur MTV Networks Africa dans le but de célébrer la musique africaine populaire. 

## Histoire
À l'origine, les artistes africains ont attribué un MTV Europe Music Awards au meilleur artiste africain, voté par les téléspectateurs de MTV. 
La première cérémonie des récompenses a eu lieu au Vélodrome, d'Abuja au Nigeria le 22 novembre 2008. Le spectacle était organisé par Trevor Nelson. 

## Palmarès
- Choix du public
- Révélation de l’année
- Meilleur groupe
- Meilleure artiste féminine
- Meilleur artiste masculin
- Meilleures performances
- Meilleur artiste R&B
- Meilleure Vidéo
- Meilleur artiste Hip-Hop
- Artiste de l’année
- Meilleurs artistes rock et alternatif